# جورج كولينز (لاعب كريكت)
جورج كولينز (29 أكتوبر 1851 - 11 مارس 1905) (بالإنجليزية: George Collins)‏ هو لاعب كريكت بريطاني.

## وصلات خارجية
- جورج كولينز على موقع إي آس بي آن كريك إنفو (الإنجليزية)